# Montabard
Montabard é uma comuna francesa na região administrativa da Normandia, no departamento Orne. Estende-se por uma área de 11,04 km². Em 2010 a comuna tinha 292 habitantes (densidade: 26,4 hab./km²).

## Demografia
| 1962 | 1968 | 1975 | 1982 | 1990 | 1999 | 2006 |
| ---- | ---- | ---- | ---- | ---- | ---- | ---- |
| 302  | 253  | 240  | 262  | 309  | 303  | 304  |

Fonte: INSEE